# Ilija Djakov
Ilija Djakov (Dobrič, 28 settembre 1963) è un ex calciatore bulgaro, di ruolo difensore.

## Carriera

### Club
Ha giocato nella prima divisione bulgara.

### Nazionale
Tra il 1985 ed il 1986 ha giocato 5 partite nella nazionale bulgara.

## Palmarès

### Club

#### Competizioni nazionali
- Campionato bulgaro: 1

CSKA Sofia: 1986-1987
- Coppa di Bulgaria: 1

CSKA Sofia: 1986-1987